# Katovská věž (České Budějovice)
Katovská věž (též Katovna, Katovská bašta, německy Henkerturm) je zaniklá gotická bašta, menší válcovitá hradební věž v Českých Budějovicích.

## Podoba a historie
Stávala v jižní části hradeb, v pozdějším bloku domů s někdejší kavárnou Savoy, konkrétně v místě současných domů Zátkovo nábřeží 440/1 a 441/3. Válcové a poloválcové bašty byly součástí hlavní (nejstarší) zdi městských hradeb, která byla hotová do přelomu 13. a 14. století. Po roce 1529 byla do bašty přestěhována rodina městského kata. Ten mimo jiné vyráběl a prodával různé léčivé přípravky. Pro část parkánu přiléhající k baště se později vžilo označení Psí parkán, neboť do něj byli zavíráni toulaví psi.

## Demolice
Radnice plánovala na nábřeží vystavět komplex, který by sloužil státním územním úřadům. Plány nevyšly, neboť majitelé českobudějovického Velkého pivovaru (který nedaleko bašty stál) objekt v roce 1911 prodali konzorciu pp. Hanuš Nissl, Leopold Knapp, H. Morgner, Arnošt Rehm, Jan Stepan a slč. Josefina Lehrmannová. Konzervátor Schmidt oznámil, že existuje záměr věž zbourat, následkem čehož provedl místní šetření Karl Holey. Shledal, že věž má pro panorama města malý význam, neměl proto námitek proti demolici, ale vyzval městskou správu, aby zachovala další části městského opevnění, především Rabenštejnskou věž. Konzorcium v úterý 13. února 1912 začalo stavby na získaných pozemcích bourat počínaje hradbami s Katovskou věží. Českobudějovické noviny záměr hodnotily negativně: „Tím zmizí opět kus starých Budějovic.“

## Obraz v kultuře
Obrázek Katovské věže se dostal na jednu z poštovních známek vydaných v roce 2015 k příležitosti 750 let od založení města České Budějovice.